# Hewlett Packard Labs
Hewlett Packard Labs es el grupo de investigación exploratoria y avanzada para Hewlett Packard Enterprise y sus negocios. Se formó en noviembre de 2015 cuando HP Labs se separó de Hewlett Packard Labs para reflejar la escisión de Hewlett Packard Enterprise de HP Inc. (anteriormente Hewlett-Packard). El laboratorio está ubicado en Palo Alto, California.

## Historia
HP Labs fue establecido el 3 de marzo de 1966 por los fundadores Bill Hewlett y David Packard, buscando crear una organización que no estuviera vinculada a las preocupaciones comerciales cotidianas. En agosto de 2007, los ejecutivos de HP disminuyeron drásticamente el número de proyectos, de 150 a 30. El 1 de noviembre de 2015, HP Labs escindió Hewlett Packard Labs en una organización separada administrada por Hewlett Packard Enterprise con Martin Fink como director.

## Directores
Los siguientes han servido como Director de Hewlett Packard Labs desde su fundación en 1966 como HP Labs.
- Barney Oliver (1966–81)
- John Doyle (1981–84)
- Joel Birnbaum (1984–86 y 1991–99)
- Don Hammond (1986–87)
- Frank Carrubba (1987–91)
- Ed Karrer (1999)
- Dick Lampman (1999-2007)
- Prith Banerjee (2007-2012)
- Chandrakant Patel (provisional; 7 de abril de 2012 - noviembre de 2012)
- Martin Fink (2012–2016)
- Mark Potter (2016-presente)